# Тернівщина (Полтавський район)
Терні́вщина —  село в Україні, у Полтавській міській громаді Полтавського району Полтавської області. Населення становить 168 осіб. До 2020 орган місцевого самоврядування — Сем'янівська сільська рада.

## Географія
Село Тернівщина знаходиться на лівому березі річки Ворскла, вище за течією на відстані 1 км розташоване село Олепіри, нижче за течією на відстані 2,5 км розташоване місто Полтава, на протилежному березі - село Сем'янівка. Місцевість навколо села сильно заболочена.

## Історія
12 червня 2020 року, відповідно до розпорядження Кабінету Міністрів України № 721-р «Про визначення адміністративних центрів та затвердження територій територіальних громад Полтавської області», село увійшло до складу Полтавської міської громади.
19 липня 2020 року, в результаті адміністративно - територіальної реформи та ліквідації Полтавського району (1925—2020), село увійшло до складу новоутвореного Полтавського району.